# James Olson
James R. Olson (* 8. Oktober 1930 in Evanston, Illinois; † 17. April 2022 in Malibu, Kalifornien) war ein US-amerikanischer Schauspieler, dessen Schauspielkarriere über 90 Rollen in Produktionen für Film und Fernsehen umfasst. Bekannt wurde er in den 1960er, 1970er und 1980er Jahren durch Kinofilme wie Die Liebe eines Sommers, Andromeda – Tödlicher Staub aus dem All oder Amityville II – Der Besessene.

## Leben und Karriere
Olson studierte zuerst an der Northwestern University mit Hilfe des vierjährigen „Edgar-Bergen-Schauspielstipendiums“, bevor er vom Hollywood-Produzenten Samuel Goldwyn für das Theater in New York entdeckt wurde. Goldwyn besetzte ihn auch 1956 in einer tragenden Rolle in seiner Abenteuerproduktion Haie greifen an neben Victor Mature und Karen Steele, was Olsons Filmdebüt darstellte.
Von 1956 an spielte Olson in seiner über dreißigjährigen Karriere in zahlreichen Theaterstücken, Fernsehserien und Kinofilmen mit. 1968 gab ihm der Schauspieler und Regisseur Paul Newman in seinem romantischen Filmdrama Die Liebe eines Sommers die männliche Hauptrolle an der Seite von Joanne Woodward. Ansonsten wurde Olson aber eher in Nebenrollen besetzt. 1971 engagierte ihn der Regisseur Robert Wise für die Rolle des Dr. Mark Hall in seinem von Bestseller-Autor Michael Crichton adaptierten Science-Fiction-Roman Andromeda neben Arthur Hill und David Wayne. Weitere wichtige Rollen spielte er in den 1980er Jahren in der Horrorfilm-Fortsetzung Amityville II – Der Besessene und in dem Actionfilm Phantom-Kommando aus dem Jahr 1985 mit Arnold Schwarzenegger, wo er den General Franklin Kirby verkörperte.
Seinen letzten Gaststar-Auftritt hatte Olson in der US-amerikanischen Detektiv-Serie Mord ist ihr Hobby im Jahr 1990. Danach begab er sich in den Ruhestand, blieb aber der Schauspielerei verbunden und reiste als Zuschauer zu Theatershows bis nach New York und London. Er starb im April 2022 im Alter von 91 Jahren in seinem Haus in Malibu, seine nächsten Hinterbliebenen waren Neffen und Nichten.

## Filmografie (Auswahl)

### Kino
- 1956: Haie greifen an (The Sharkfighters)
- 1957: Stirb wie ein Mann (The Strange One)
- 1966: The Three Sisters
- 1968: Die Liebe eines Sommers (Rachel, Rachel)
- 1968: Der große Schweiger (The Stalking Moon)
- 1969: Banditen auf dem Mond (Moon Zero Two)
- 1969: Crescendo – Die Handschrift des Satans
- 1971: Andromeda – Tödlicher Staub aus dem All (The Andromeda Strain)
- 1971: Missouri (Wild Rovers)
- 1972: Der Agent, der seinen Leichnam sah (The Groundstar Conspiracy)
- 1978: Der Mafu-Käfig (The Mafu Cage)
- 1981: Ragtime
- 1982: Amityville II – Der Besessene (Amityville II: The Possession)
- 1985: Phantom-Kommando (Commando)
- 1987: Winternacht (Rachel River)

### Fernsehen
(jeweils eine Folge, soweit nicht anders angegeben)
- 1962, 1963: Preston & Preston (The Defenders, 2 Folgen)
- 1969: Die Leute von der Shiloh Ranch (The Virginian)
- 1969, 1972: Bonanza (2 Folgen)
- 1969, 1974: Mannix (2 Folgen)
- 1970: Medical Center
- 1970, 1974: FBI (The F.B.I., 3 Folgen)
- 1971: Ein Sheriff in New York (McCloud)
- 1971, 1973: Der Chef (Ironside, 2 Folgen)
- 1972: Columbo: Etüde in Schwarz (Étude in Black)
- 1972: Rauchende Colts (Gunsmoke)
- 1972, 1975: Cannon (2 Folgen)
- 1973: Tod eines Komplizen (Incident on a Dark Street)
- 1973, 1976: Barnaby Jones (2 Folgen)
- 1974: Dr. med. Marcus Welby (Marcus Welby, M.D.)
- 1974: Abenteuer der Landstraße (Movin’ On)
- 1974: Kung Fu
- 1976: Für Gesetz und Ordnung (Law and Order)
- 1976: Die Straßen von San Francisco (The Streets of San Francisco, 3 Folgen)
- 1976: Make-up und Pistolen (Police Woman)
- 1977: Was geschah am Little Big Horn? (The Court-Martial of George Armstrong Custer)
- 1977: Wonder Woman
- 1977: Die Sieben-Millionen-Dollar-Frau (The Bionic Woman, 2 Folgen)
- 1978: Lou Grant
- 1978: Kampfstern Galactica (Battlestar Galactica, 2 Folgen)
- 1979: Unsere kleine Farm (Little House on the Prairie)
- 1979: Hawaii Fünf-Null (Hawaii Five-O, 5 Folgen)
- 1980: Moviola – Greta Garbo: Die Göttliche (The Silent Lovers)
- 1984: Matt Houston
- 1985: Die letzte Chance (North Beach and Rawhide)
- 1988: Jake und McCabe – Durch dick und dünn (Jake and the Fatman)
- 1990: Wo brennt’s, Daddy? (The Family Man)
- 1990: Mord ist ihr Hobby (Murder, She Wrote)